# Creoleon loanguanus
Creoleon loanguanus is een insect uit de familie van de mierenleeuwen (Myrmeleontidae), die tot de orde netvleugeligen (Neuroptera) behoort. 
Creoleon loanguanus is voor het eerst wetenschappelijk beschreven door Navás in 1913.